# Johann von Gibelet
Johann von Gibelet (* vor 1228; † um 1262) war Marschall von Jerusalem.
Er war der einzige Sohn von Wilhelm von Gibelet und dessen Frau Eva. Sein Großvater väterlicherseits war Raimund von Gibelet, Konstabler von Tripolis.
Ab spätestens 1259 war er Marschall des Königreichs Jerusalem.
Er heiratete in erster Ehe Femie von Caesarea, Tochter des Walter Brisebarre, Herr von Caesarea. Mit ihr hatte er eine Tochter:
- Isabella, ⚭ Wilhelm Filangieri

In zweiter Ehe heiratete er Johanna von Lanelée. Mit ihr hatte er zwei Söhne und eine Tochter:
- Balian
- Johann
- Femie (Euphemia), ⚭ Guido von Soissons